# 2009年委內瑞拉修憲公投

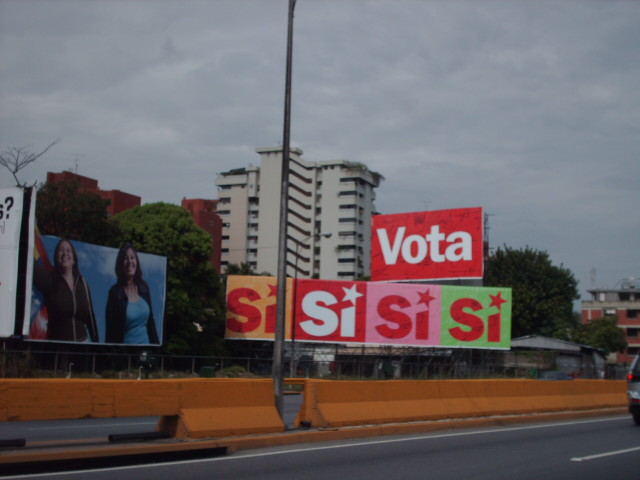
首都卡拉卡斯街頭，支持“同意”的看板

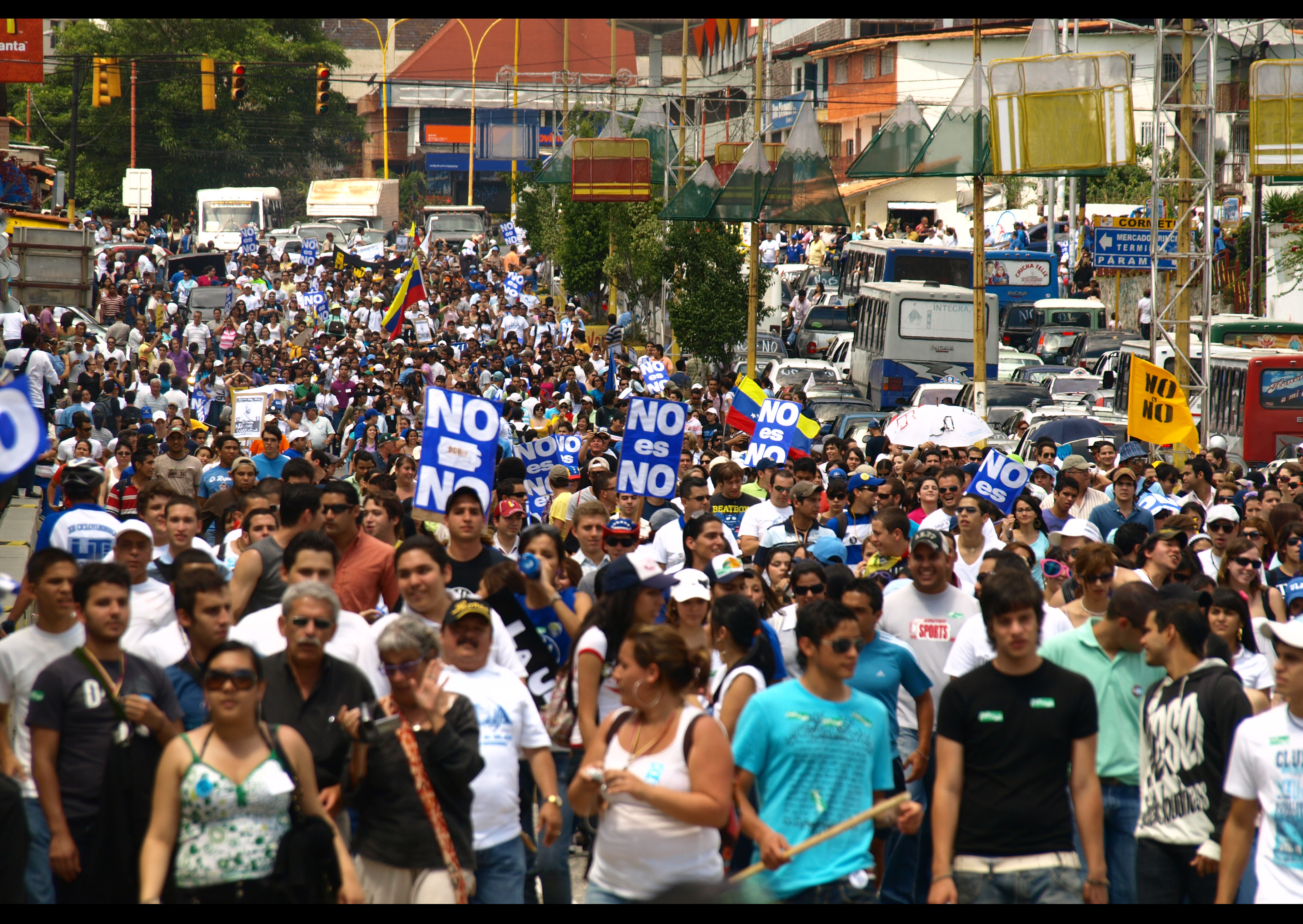
梅里達市，修憲反對者的示威活動

2009年委內瑞拉修憲公投是對於委內瑞拉憲法第一修正案（Enmienda No.1）的公民投票；該修正案取消了總統、州長、市長和國民議會代表職位的任期限制。
委內瑞拉的原有憲法於1999年通過公民投票制定，此前規定了國民議會代表的任期限制為三屆，其他職位的任期限制為兩屆。擬議的修正案於2009年2月15日提交全民投票，最終獲得54%的選民支持而通過，約70%的登記選民參與。
時任總統烏戈·查維茲曾主導2007年委內瑞拉修憲公投，最終以小幅差距失利，這次終於如願以償。在取消任期限制後，查韋斯向支持者承諾，他將領導委內瑞拉直到2030年（但最終查維茲於2013年病逝）。